# 展穗碱茅
展穗碱茅（学名：Puccinellia diffusa）为禾本科碱茅属下的一个种。